# Asplenium hemionitis
Asplenium hemionitis là một loài dương xỉ trong họ Aspleniaceae. Loài này được L. mô tả khoa học đầu tiên.

## Hình ảnh

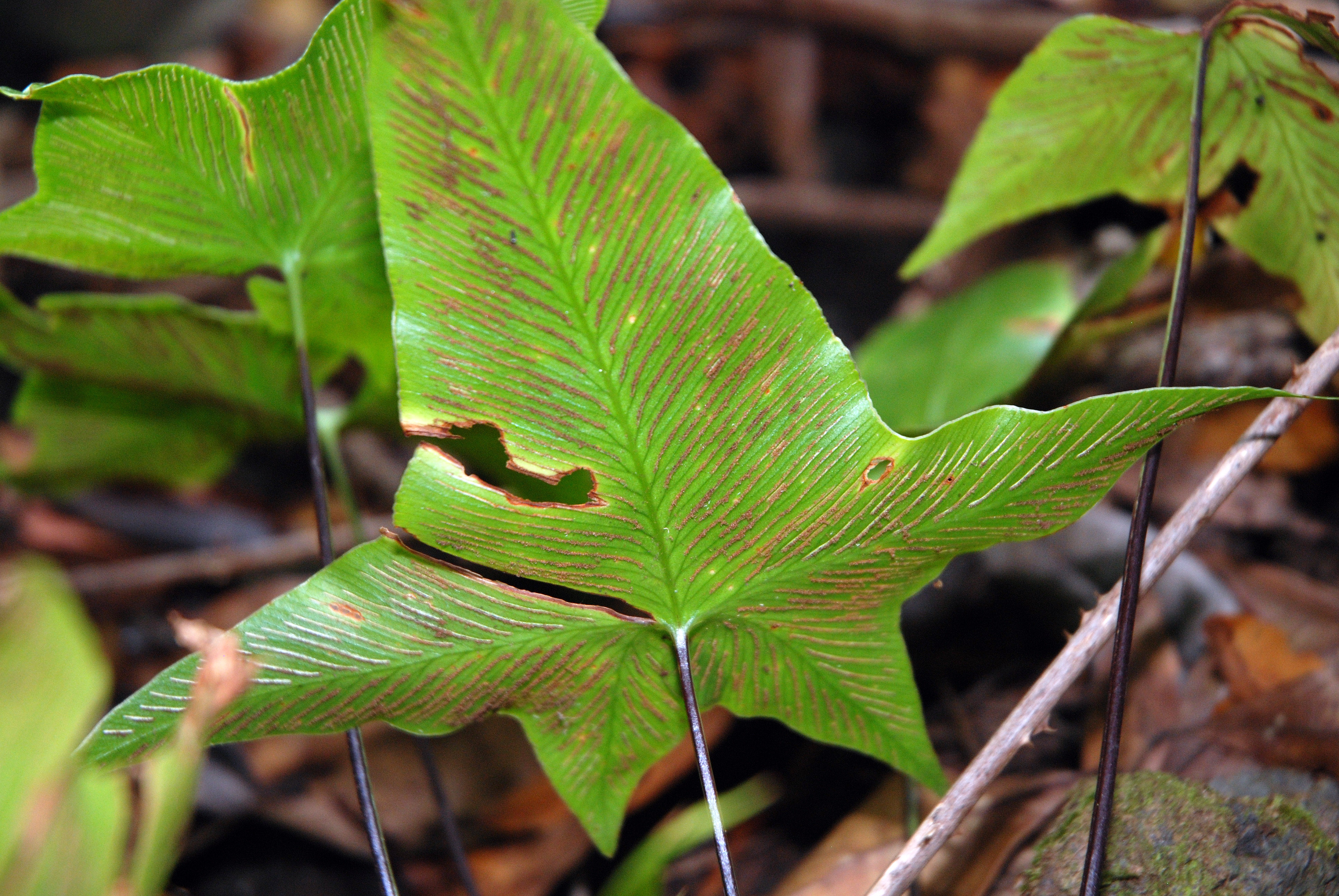
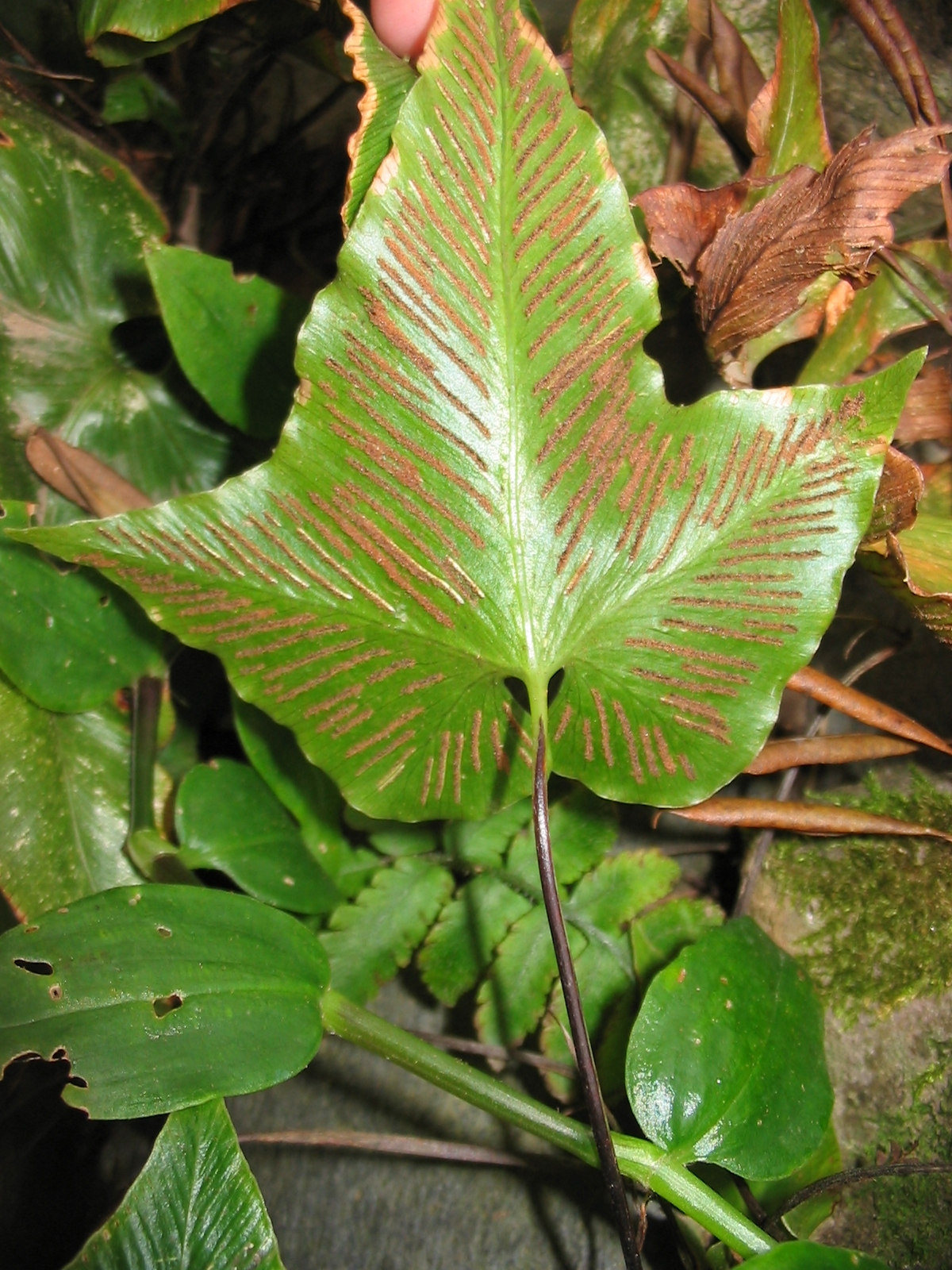
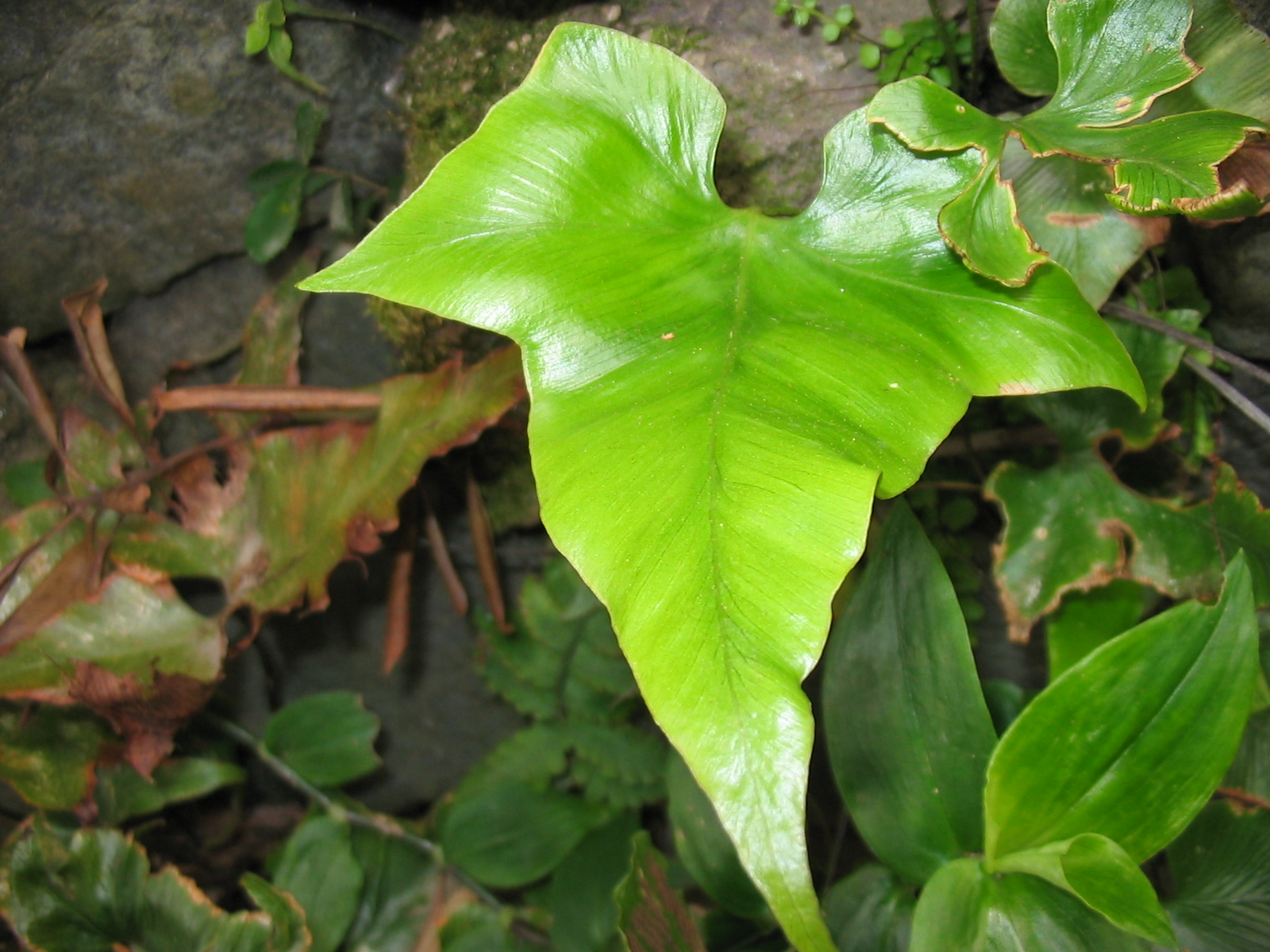
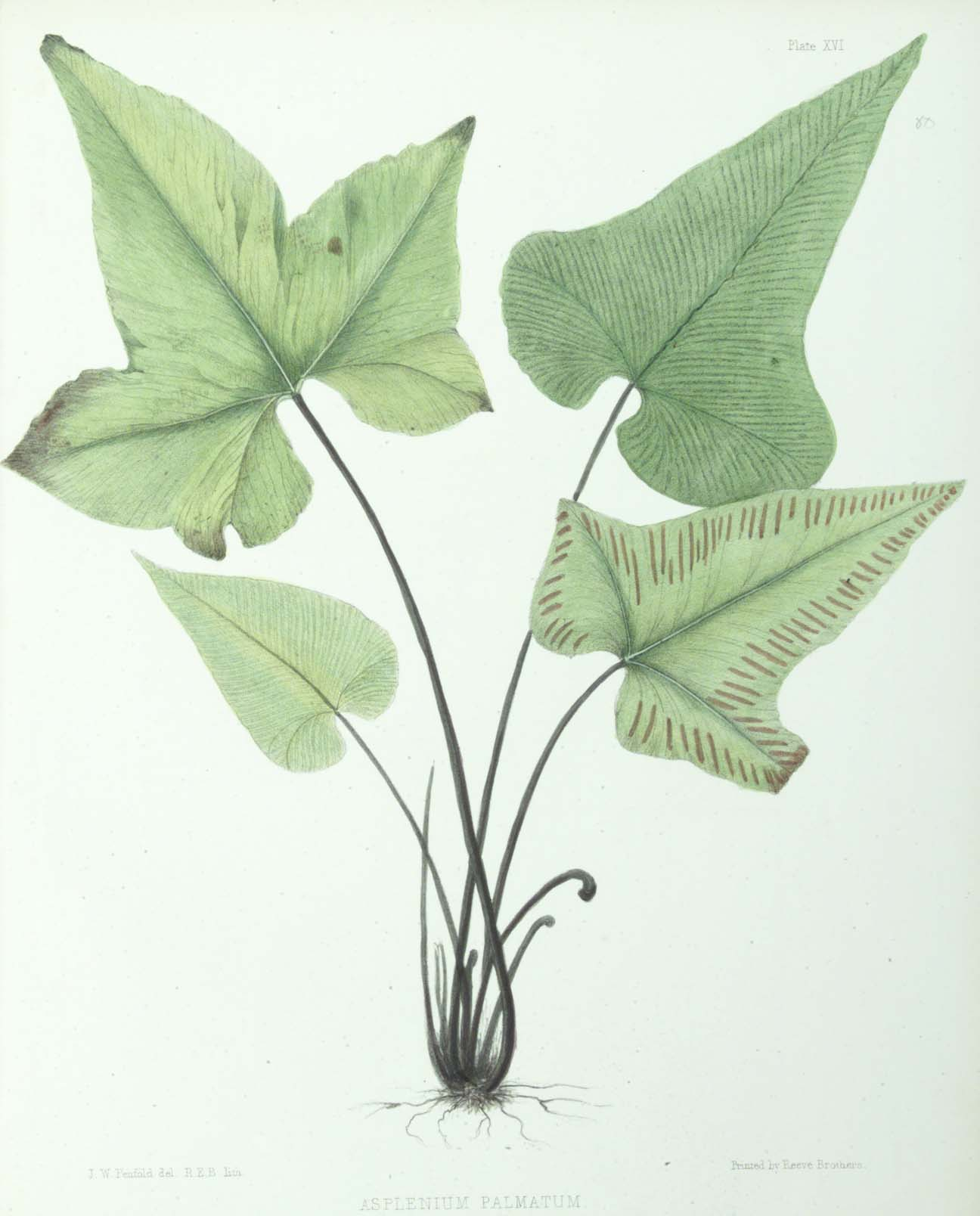